# Sextina (estrofa)
La sextina es una estrofa de seis versos endecasílabos u octosílabos, iniciada o finalizada por un pareado (AA o aa), mientras que los otros cuatro versos aconsonantan el primero con el tercero y el segundo con el cuarto (BCBC o bcbc), o bien el primero con el cuarto y el segundo con el tercero (BCCB o bccb).
(A) La princesa está triste… ¿Qué tendrá la princesa?
(A) Los suspiros se escapan de su boca de fresa,
(B) que ha perdido la risa, que ha perdido el color.
(C) La princesa está pálida en su silla de oro,
(C) está mudo el teclado de su clave sonoro,
(B) y en un vaso, olvidada, se desmaya una flor.
Rubén Darío
También recibe el nombre de sextina cada una de las estrofas de seis versos que componen la composición poética denominada sextina.